# Gravina Island

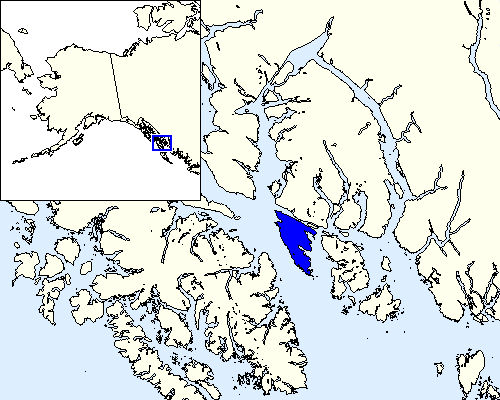
Het eiland blauw ingekleurd

Gravina Island is een eiland in de Alexanderarchipel in de Alaska Panhandle in het zuidoosten van Alaska in de Verenigde Staten. Het eiland is onderdeel van de eilandengroep van de Gravina Islands.

## Geografie
Het eiland is 34 kilometer lang en ongeveer 15,3 kilometer breed, met een landoppervlak van 245,6 vierkante kilometer. Het eiland had een bevolking van 50 mensen bij de volkstelling van 2000. Ten noordoosten wordt het van Revillagigedo Island gescheiden door de Tongass Narrows, in het zuidoosten van Annette Island door de Nichols Passage en in het westen van het Prins van Waleseiland door de Clarence Strait. Voor de noordoostkust ligt het eilandje Pennock Island.
Op het eiland ligt Ketchikan International Airport, de luchthaven van Ketchikan dat aan de overkant van de Tongass Narrows ligt. Vanuit Ketchikan is het eiland bereikbaar met een veerdienst die er drie tot zeven minuten over doet en minstens elk half uur vaart.

## Geschiedenis
De Spaanse ontdekkingsreiziger Jacinto Caamaño gaf de groep van de Gravina Islands in 1792 de naam. George Vancouver gaf de naam aan Gravina Island zelf in 1793. De naam eert Federico Gravina, dat is ontstaan in de stad Gravina in Puglia in Italië.
In 2002 werd voor het eerst voorgesteld om een brug naar het eiland aan te leggen, maar de hoge kosten, gecombineerd met de lage bevolkingsdichtheid van het eiland, leidden ertoe dat critici het de brug naar nergens noemden. Het Amerikaanse Congres sneed de financiering in 2005 terug en annuleerde het project definitief in 2015.